# ستيفن سالزبوري الثالث
ستيفن سالزبوري الثالث (بالإنجليزية: Stephen Salisbury III)‏ هو فاعل خير وشخصية أعمال أمريكي، ولد في 1835 في ورسستر في الولايات المتحدة، وتوفي بنفس المكان في 1905.